# جنیفر هالت

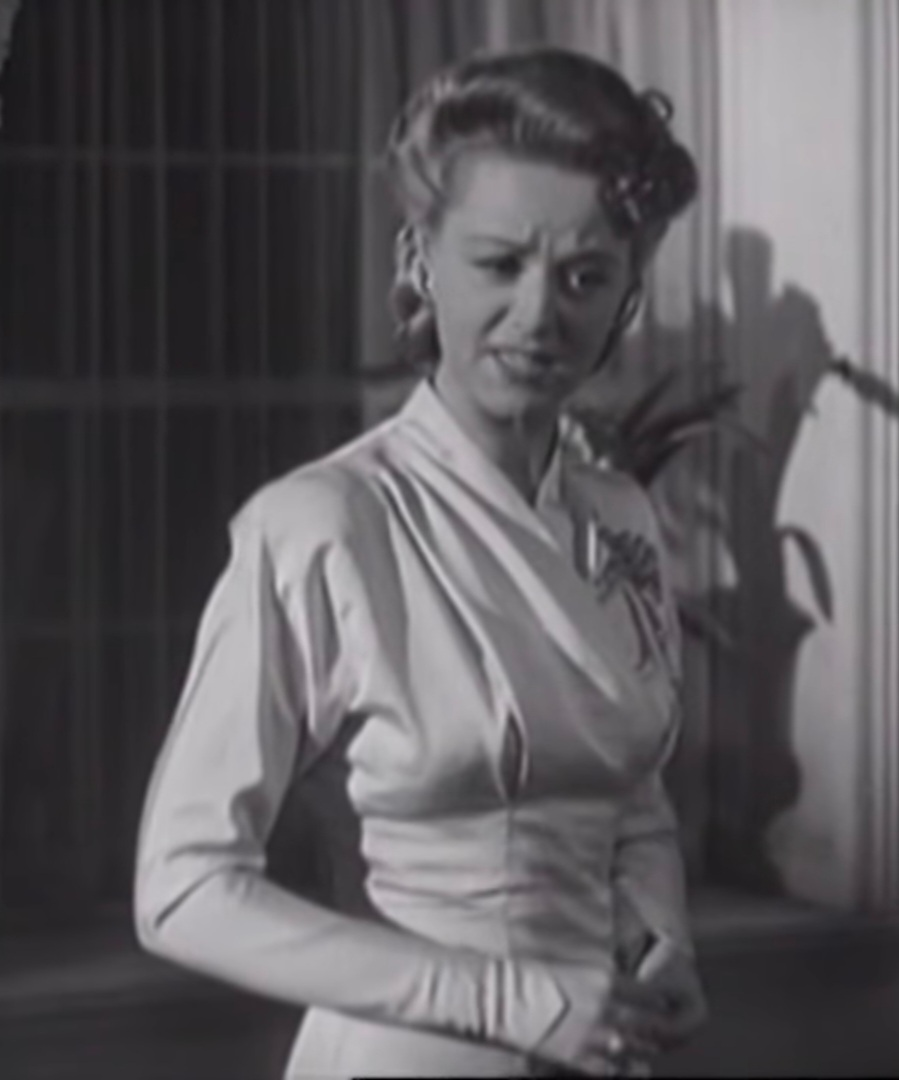

جنیفر هولت (متولد الیزابت مارشال هولت؛ ۱۰ نوامبر ۱۹۲۰–۲۱ سپتامبر ۱۹۹۷) یک هنرپیشه آمریکایی بود. او در هالیوود کالیفرنیا در خانواده جک هولت بازیگر و همسرش مارگارت وودز به دنیا آمد. او خواهر تیم هولت بازیگر وسترن بود. هولت در زمان مرگ او بر اثر سرطان در ۷۶ سالگی در سال ۱۹۹۷ در دورست، انگلستان در بریتانیا به همراه همسرش، آیلمر هیوز چمبرلین، زندگی می‌کرد.
تحصیلات او شامل تحصیل در صومعه‌ها در بلژیک، کالج سانتیاگو در شیلی، و مدرسه اسقف در لا جولا، کالیفرنیا است. او در سال ۱۹۸۴ جایزه چکمه طلایی را برای کمک‌هایش به سینمای غرب دریافت کرد.

## زندگی شخصی
هولت بارها ازدواج کرد و مدتی در مکزیک زندگی کرد. او فرزندی نداشت. ازدواج‌هایی که می‌توان تأیید کرد:
- ۱۹ نوامبر ۱۹۴۳، به سرگرد نیروی دریایی ویلیام ام. ریچی در یوما، آریزونا. او پس از چهار ماه درخواست طلاق کرد،[۸][۹] طلاق در ۴ اوت ۱۹۴۴ صادر شد.
- ۲۹ سپتامبر ۱۹۴۶، به ویلیام باکول.[۱۰] او در ۲۳ آوریل ۱۹۴۸ برای طلاق از باکول شکایت کرد.[۱۱] طلاق در ۱۰ ژوئن ۱۹۴۸ صادر شد.[۱۲]
- آیلمر هیوز چمبرلین، آخرین شوهرش، که در زمان مرگش در سال ۱۹۹۷ با او در انگلستان زندگی می‌کرد.[۴][۵]